# إيرل يونغ (طبال)
إيرل يونغ (بالإنجليزية: Earl Young)‏ هو طبال أمريكي، ولد في 2 يونيو 1940 في فيلادلفيا في الولايات المتحدة.

## وصلات خارجية
- إيرل يونغ على موقع IMDb (الإنجليزية)
- إيرل يونغ على موقع ميوزك برينز (الإنجليزية)
- إيرل يونغ على موقع ديسكوغز (الإنجليزية)